# Ilido Julio
Ilido Julio (ur. 28 lutego 1971) – kolumbijski bokser kategorii, były mistrz świata IBO w kategorii supermuszej.

## Kariera zawodowa
Jako zawodowiec zadebiutował 1 lutego 1996 roku. 20 grudnia tego samego roku zdobył mistrzostwo Kolumbii w kategorii muszej, pokonując przez nokaut w siódmej rundzie Pedro Mirandę. 6 października 1997 zmierzył się z Amerykaninem Arthurem Johnsonem w walce eliminacyjnej federacji IBF w kategorii muszej. Kolumbijczyk przegrał przez nokaut w jedenastej rundzieut w siódmej rundzie Pedro Mirandę.
19 września 1998 pokonał rodaka Pedro Mirandę, zdobywając mistrzostwo świata IBO w kategorii supermuszej. Tytuł utracił 8 stycznia 1999, przegrywając nieznacznie na punkty z Wenezuelczykiem Edisonem Torresem.
Ostatni pojedynek w karierze stoczył 6 listopada 2011, przegrywając przez techniczny nokaut w pierwszej rundzie z Amerykaninem Adrienem Bronerem.